# Dicymbium salaputium
Dicymbium salaputium là một loài nhện trong họ Linyphiidae.
Loài này thuộc chi Dicymbium. Dicymbium salaputium được Kendo Saito miêu tả năm 1986.